# Oscar Van Den Bossche
Oscar Van Den Bossche (* 21. Juli 1888 in Gent; † 27. April 1951) war ein belgischer Ruderer.

## Biografie
Oscar Van Den Bossche gewann bei den Europameisterschaften 1910 Gold mit dem belgischen Achter und Silber mit dem Vierer mit Steuermann. 1920 gewann er mit seinem Bruder Georges im Zweier mit Steuermann Bronze bei den Europameisterschaften in Mâcon und trat mit ihm in der gleichen Bootsklasse bei den Olympischen Sommerspielen 1920 in Antwerpen an.